# Dé à cent faces
Pour les articles homonymes, voir D100.

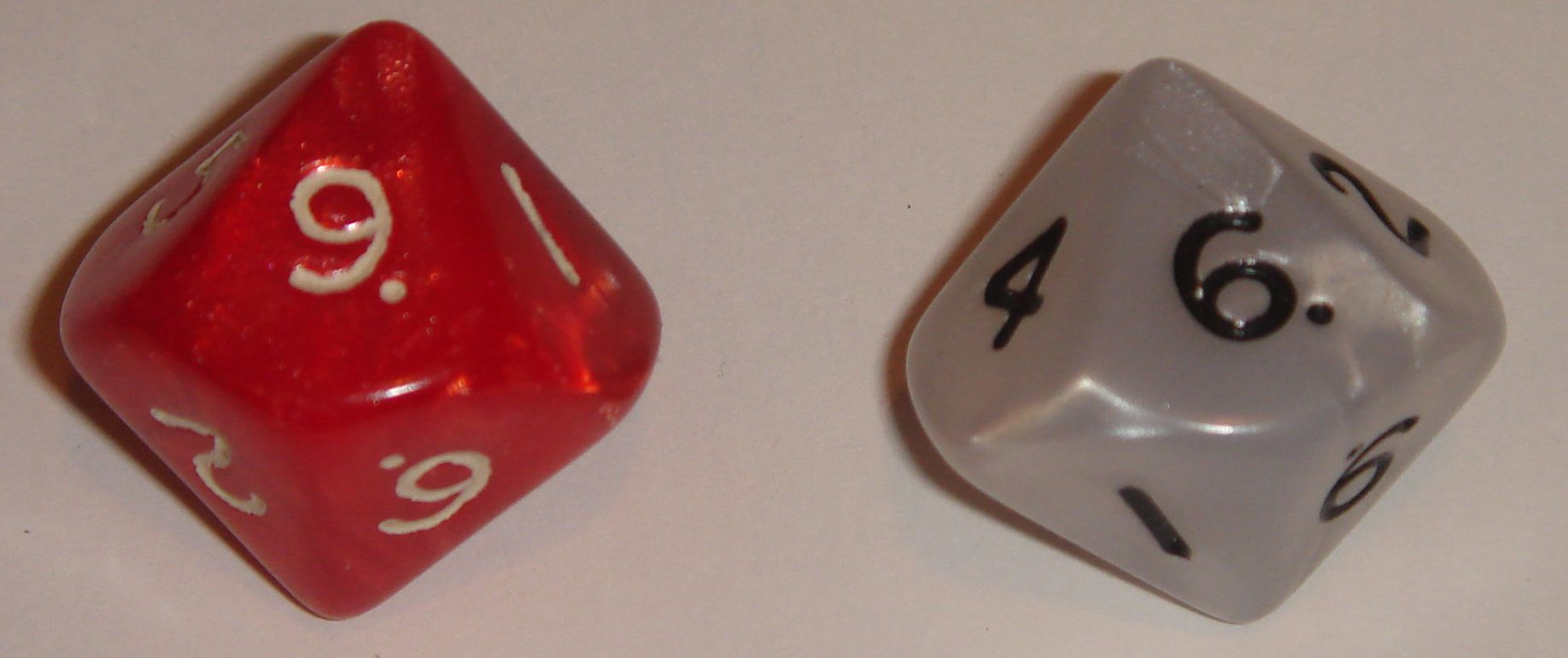
Deux dés à 10 faces utilisés pour générer un pourcentage, donnant comme résultat « 96 ».

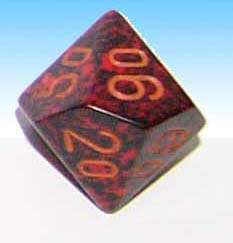
Un d10 doté de faces numérotées en dizaines.

Un dé à cent faces ou d100 en abrégé (parfois « d% »), est une variante de dé comportant cent faces.
C'est un système permettant de générer des nombres de 1 à 100 de manière équiprobable. Il s'agit souvent de l'utilisation combinée de deux dés à dix faces, ou parfois d'un dé possédant réellement cent faces (ou zocchièdre).

## Utilisation
Les dés à cent faces sont utilisés notamment pour déterminer des pourcentages, en particulier dans les jeux de rôle sur table. En effet, dans certains jeux, on exprime un pourcentage de réussite ; l'épreuve réussit si le résultat du dé est inférieur au pourcentage fixé. C'est le cas par exemple du système Basic Role-Playing utilisé dans de nombreux jeux (en particulier RuneQuest et L'Appel de Cthulhu), ou encore de Mega II, Universom, le système Palladium (Palladium Fantasy Roleplaying, Rifts, etc.). Dans certains cas, le résultat du dé est ajouté à une valeur, l'épreuve est réussie si la somme dépasse un seuil donné ; c'est le cas de Rolemaster et d’Anima: Beyond Fantasy.
La plupart des joueurs utilisent deux dés à dix faces de couleur différente, une couleur choisie à l'avance donnant le chiffre des dizaines, et l'autre, celui des unités. Les faces des dés sont en général numérotées de 0 à 9 ; un résultat de 0-0 est en général interprété comme étant un « 100 ».
Il existe également des dés à dix faces numérotées en dizaines, de 00 à 90, qui peuvent être combinés à des dés à dix faces ordinaires. Certains utilisent réellement un dé à cent faces, mais ils sont assez rares : cela s'explique par la différence de prix, le prix de deux dés à dix faces étant seize fois moindre qu'un dé à cent faces, et par le fait que les dés 10 soient très communs.

## Zocchihedron

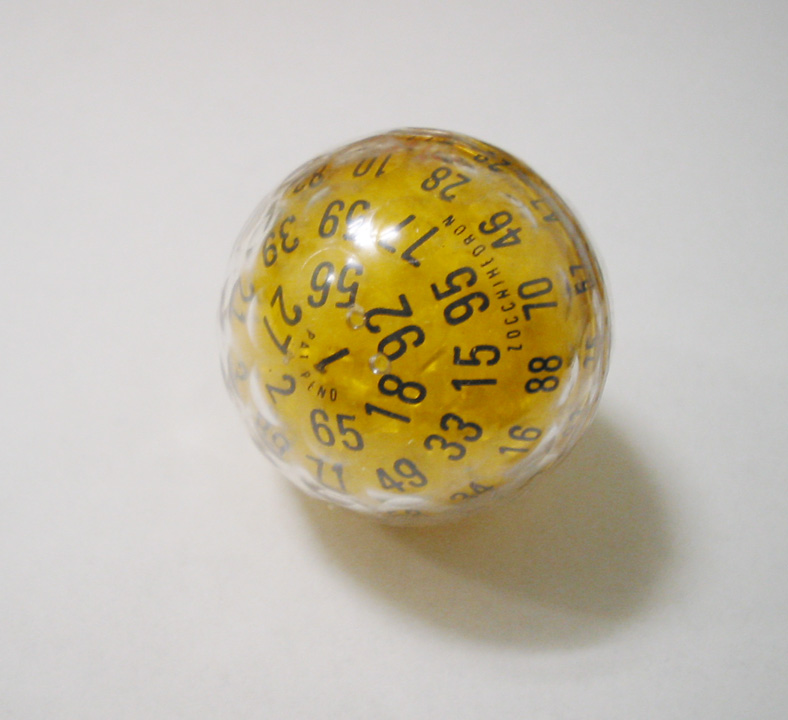
Un Zocchihedron.

« Zocchihedron » est la marque commerciale de la plupart des dés à cent faces sphériques (zocchièdre). Elle a été inventée par Lou Zocchi (en), et apparaît en 1985. Il ne s'agit pas d'un polyèdre mais plutôt d'une sphère avec cent méplats.
Il a fallu trois ans pour concevoir le moule destiné à produire le Zocchihedron, et trois ans de plus pour l'intégrer en production. Par la suite, « Zocchi » a continué de perfectionner son dé, notamment en changeant le matériau utilisé pour le remplissage[réf. nécessaire].